# Libanesiska styrkor
Libanesiska styrkor (arabiska: القوات اللبنانية, al-Quwwāt al-Libnānīyah) är ett libanesiskt politiskt parti och tidigare en kristen milis under libanesiska inbördeskriget. Det grundades av Bashir Gemayel 1976 som en militär gren av den "libanesiska fronten".
Libanesiska styrkor var en av de viktigaste stridande parterna under inbördeskriget och utkämpade många slag mot miliser i den libanesiska nationella rörelsen och palestinska organisationer. De rensade bort högerpartier som milisen var allierad med.
Efter mordet på Gemayel 1982 blev det flera ändringar i ledarskapet och organisationen började uppträda självständigt gentemot den libanesiska fronten. Efter en blodig konflikt med arméns befälhavare, general Michel Aoun, mellan 1989 och 1990, tvingades Al Qouwat al Lubnania, efter Taif-avtalet, att överlämna sina vapen och organisationen förvandlades till ett politiskt parti.
År 1994 blev partiets kommendör Samir Geagea anklagad för bombningen av en kyrka, och sedan blev han fängslad. Han blev frikänd i och med uttåget av den syriska armén från Libanon år 2005.
För närvarande leds det politiska partiet av Samir Geagea.